# Midi Hfr 68001–69250
Die zweiachsigen Flachwagen der Gattung Hfr wurden ab 1916 von der Birmingham Railway Carriage and Wagon Company (BRC&W) für die französische Chemins de fer du Midi (Midi) gebaut. Es entstanden 1250 Wagen mit den Nummern 68001–69250. 
Das Fahrgestell war aus gepresstem Stahl. Die 300 mm hohen Bordwände der Wagen konnten beidseitig jeweils in einer Länge von 3000 mm heruntergeklappt werden.
Die Gattungsbezeichnung wurde 1924 in NNf geändert. Die Nummerierung der Wagen blieb unverändert. 1933 waren noch alle Wagen im Einsatz. Teilweise wurden später die Bremserhäuser demontiert und die Puffer entsprechend verkürzt.

## Anmerkung
Dies war einer der wenigen Aufträge, die eine britische Wagenbauanstalt von einer französischen Eisenbahngesellschaft bekam. Grundsätzlich bauten diese ihre benötigten Güterwagen entweder in den bahneigenen Werkstätten selber oder beauftragten französische und belgische Unternehmen damit. Während des Ersten Weltkrieges waren einige Gesellschaften aufgrund der damit verbundenen Zerstörung der Infrastruktur jedoch gezwungen, Güterwagen in Großbritannien oder Nordamerika zu bestellen. 